# Greatest Hits Volume II (álbum de Alan Jackson)
Greatest Hits Volume II, também conhecido como Greatest Hits Volume II... and Some Other Stuff é o segundo álbum compilação do cantor de música country Alan Jackson; foi lançado em 2003.
A versão original do álbum estava disponível apenas até dezembro de 2003 e continha dois discos: o primeiro disco possui 16 hits e dois novos cortes, enquanto o segundo disco possui oito faixas do álbum. Versões posteriores continham apenas o primeiro disco.

## Lista de faixas

### Disco Um
1. "Little Bitty" (Tom T. Hall) – 2:39
2. "Everything I Love" (Harley Allen, Carson Chamberlain) – 3:07
3. "Who's Cheatin' Who" (Jerry Hayes) – 4:02
4. "There Goes" (Alan Jackson) – 3:56
5. "I'll Go On Loving You" (Kieran Kane) – 3:58
6. "Right on the Money" (Charlie Black, Phil Vassar) – 3:50
7. "Gone Crazy" (Jackson) – 3:47
8. "Little Man" (Jackson) – 4:28
9. "Pop a Top" (Nat Stuckey) – 3:05
10. "The Blues Man" (Hank Williams, Jr.) – 7:03
11. "It Must Be Love" (Bob McDill) – 2:52
12. "www.memory" (Jackson) – 2:35
13. "When Somebody Loves You" (Jackson) – 3:28
14. "Where I Come From" (Jackson) – 4:00
15. "Where Were You (When the World Stopped Turning)" (Jackson) – 5:05
16. "Drive (For Daddy Gene)" (Jackson) – 4:02
17. "It's Five O'Clock Somewhere" (Jim "Moose" Brown, Don Rollins) – 3:52
  - dueto com Jimmy Buffett
18. "Remember When" (Jackson) – 4:30

### Disco Dois
Versões deste álbum inicialmente tinha esse segundo disco incluído.
1. "Job Description" (Jackson) – 4:43
2. "Tropical Depression" (Charlie Craig, Jackson, Jim McBride) – 2:57
3. "Let's Get Back To Me and You" (Jackson) – 2:53
4. "You Can't Give Up on Love" (Jackson) – 3:06
5. "Hole in the Wall" (Jackson, McBride) – 3:35
6. "Buicks to the Moon" (Jackson, McBride) – 2:38
7. "When Love Comes Around" (Jackson) – 3:06
8. "The Sounds" (Jackson) – 3:23

## Desempenho nas paradas
Greatest Hits Volume II estreou em # 1 na Billboard 200 dos EUA vendendo 417 mil cópias, tornando-se seu segundo álbum # 1; e # 1 no Top Country Albums, tornando-se seu oitavo álbum country em #1. Em abril de 2005, Greatest Hits Volume II foi certificado 6 x Platina pela RIAA.
| Paradas (2003)                    | Posições |
| --------------------------------- | -------- |
| Canadian Albums Chart             | 2        |
| U.S. Billboard 200                | 1        |
| U.S. Billboard Top Country Albums | 1        |

| Ano  | Título                        | Posições nas paradas | Posições nas paradas |
| Ano  | Título                        | US Country           | US                   |
| ---- | ----------------------------- | -------------------- | -------------------- |
| 2003 | "It's Five O'Clock Somewhere" | 1                    | 17                   |
| 2003 | "Remember When"               | 1                    | 29                   |

| Região         | Provedor | Certificação | Vendas / Remessas |
| -------------- | -------- | ------------ | ----------------- |
| Estados Unidos | RIAA     | 6 x Platina  | 6,000,000+        |